# Florian Rudy
Florian Rudy (Villingen-Schwenningen, 1989. január 7. –) korábbi német labdarúgó.

## Család
Testvére, Sebastian Rudy a TSG 1899 Hoffenheim német válogatott labdarúgója.